# Pacto de Concordia
El Pacto de Concordia fue la primera Constitución provisional de Costa Rica entre 1821 y 1823, denominada Pacto Social Fundamental Interino de Costa Rica (o Pacto de Concordia) de la provincia de Costa Rica.

## Emisión
El 31 de octubre de 1821, el Ayuntamiento de Cartago invitó a los de las demás poblaciones del Partido de Costa Rica a enviar a esa ciudad legados con amplios poderes, a fin de decidir el camino a seguir ante la declaratoria de independencia absoluta de España formulada el 29 de octubre en esa ciudad, entonces capital de Costa Rica.
El 12 de noviembre se reunió en Cartago la Junta de Legados de los Pueblos, presidida por el Presbítero Nicolás Carrillo y Aguirre, y como el inicio de sus sesiones coincidió con la renuncia presentada por el Jefe Político Subalterno Juan Manuel de Cañas-Trujillo, la Junta asumió el Gobierno de Costa Rica en todos sus ramos. Pocos días después se acordó nombrar una comisión de siete miembros para que redactase un  «Plan de Gobierno provisional» que sirviese como «nudo de concordia» entre todas las poblaciones representadas.  La Junta de Legados asumió, en consecuencia, carácter de asamblea constituyente, aunque no se utilizó tal denominación.

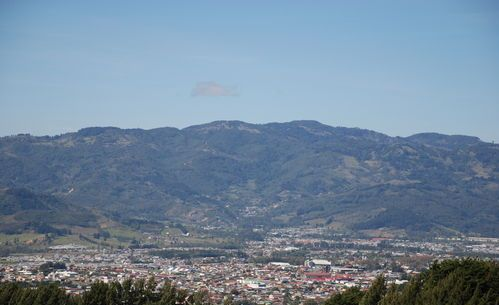
Ciudad de Cartago

La comisión redactora, en la que había representantes de diversas tendencias ideológicas, tomó como base de sus trabajos un proyecto remitido desde Guatemala por el médico costarricense Pablo de Alvarado y Bonilla, partidario de un régimen liberal y adversario de la anexión al Imperio Mexicano establecido por Agustín de Iturbide. El 1 de diciembre de 1821 se presentó a la Junta de Legados el proyecto correspondiente, que fue discutido, reformado y aprobado en esa misma fecha, con el nombre de Pacto Social Fundamental Interino o Pacto de Concordia. El documento entró en vigencia con carácter provisional, a la espera de ser sancionado por una nueva asamblea de legados en enero de 1822.

## Contenido del Pacto
En su redacción original, el texto constitucional de 1821 contaba con 58 artículos, distribuidos en siete capítulos.
El Capítulo I  se refería a la Provincia y expresaba que Costa Rica estaba en absoluta libertad y posesión exclusiva de sus derechos, que sería dependiente o confederada de otro Estado americano al que le conviniera adherirse y que reconocía y respetaba la libertad civil, la propiedad y demás derechos naturales y legítimos de toda persona y de cualquier pueblo o nación.
El Capítulo II versaba sobre la Religión e indicaba que la de la Provincia era y sería siempre la católica, con exclusión de cualquiera otra, aunque indicaba que si un extranjero de otro credo llegase a Costa Rica por motivos de comercio o tránsito, no sería molestado, a menos que intentase hacer proselitismo.
El Capítulo III se refería a los ciudadanos. En reacción al racismo de la Constitución de 1812, se atribuía la ciudadanía a todos los hombres libres naturales de la provincia o avecindados en ella con cinco años de residencia. La suspensión o pérdida de los derechos ciudadanos se regiría por lo dispuesto en la Carta de Cádiz.

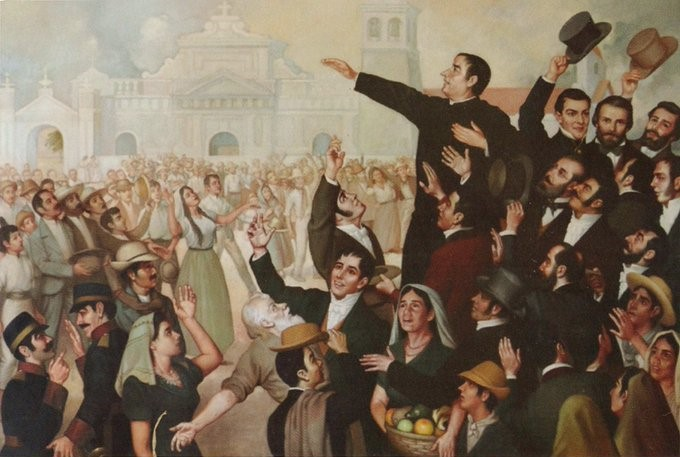
Proclama de la Libertad

El Capítulo IV trataba del Gobierno, que estaba confiado a una Junta de Gobierno provisional, integrada por siete vocales de elección popular. Este sistema perduraría hasta que se estableciese la Constitución del Estado a que Costa Rica se adhiriese.
El Capítulo V regulaba la elección de los miembros del gobierno, que debía efectuarse mediante el sistema de sufragio universal indirecto en cuatro grados utilizado para la elección de Diputados en la Constitución de 1812. Se disponía además que los electores de partido discutirían el Pacto para eventualmente modificarlo y sancionarlo, y que su determinación sería una ley interina fundamental de la Provincia.
El Capítulo VI se refería al órgano de gobierno, que se denominaba Junta Superior Gubernativa de Costa Rica y debía residir tres meses al año en cada una de las cuatro poblaciones mayores de la provincia. 
El Capítulo VII versaba sobre las restricciones del Gobierno, e indicaba el modo de exigir responsabilidades a la Junta y sus vocales, mediante un tribunal de residencia.

## Firmantes del Pacto
El Pacto fue firmado el 1° de diciembre de 1821 por los siguientes miembros de la Junta de Legados: Julián Chavarría, presbítero don Nicolás Carrillo y Aguirre, presidente de la Junta, legado por Escazú; don José Santos Lombardo y Alvarado, legado por Cartago; presbítero y doctor don Juan de los Santos Madriz y Cervantes, legado por San José; presbítero don José Nereo Fonseca y González, legado por Heredia; presbítero don Pedro José de Alvarado y Baeza, legado suplente por Alajuela; presbítero don Manuel Alvarado e Hidalgo, legado por Aserrí y Curridabat; presbítero don José Ana Ulloa y Guzmán, legado por Pueblo Nuevo (Tres Ríos, La Unión); don Joaquín de Oreamuno y Muñoz de la Trinidad, legado por Laborío; don Félix Oreamuno y Jiménez, legado por Ujarrás; don Joaquín Hidalgo y Muñoz de la Trinidad, legado por Quircot; don Salvador de Oreamuno y Muñoz de la Trinidad, legado por Tobosi; don José Nicolás de Oreamuno y Sancho, legado suplente por Cot; don Nicolás Carazo y Alvarado, legado suplente por Bagaces; presbítero don Tomás Prieto y Ruiz, legado suplente por Barva; don Manuel María de Peralta y López del Corral, legado suplente por Esparza; don José Antonio García y González, legado suplente por Las Cañas; don Ramón Jiménez y Robredo, legado suplente por Térraba y Boruca; don José Francisco Navarro y Alvarado, legado suplente por Orosi; don José Joaquín Prieto y Ruiz, legado suplente por Tucurrique, y don Joaquín de Iglesias Vidamartel, legado por Pacaca y secretario de la Junta.

## Vigencia provisional y sanción del Pacto
Al entrar en vigor provisionalmente el Pacto de Concordia el 1 de  diciembre de 1821, concluyeron las sesiones de la Junta de Legados de los Pueblos y asumió el poder una Junta Gubernativa interina, presidida por el Presbítero Pedro José de Alvarado y Baeza. Esta Junta se mantuvo en funciones hasta el 6 de enero de 1822, fecha en que se reunió en Cartago una Junta de Electores de partido, investida de poder constituyente y presidida por Rafael Barroeta y Castilla. De conformidad con lo dispuesto en varios artículos transitorios del Pacto, la Junta de Electores discutió el texto de este y el 10 de enero decidió aprobarlo con algunas reformas, la más significativa de las cuales era la de consagrar constitucionalmente la anexión condicional de Costa Rica al Primer Imperio Mexicano, al disponer que se enviarían Diputados al Congreso Constituyente de México y se aceptaría la Constitución que emitiese. Sin embargo, se indicaba también que se continuaría observando el Pacto mientras se emitiese la Constitución del Imperio o las autoridades de este, oída la representación costarricense, señalasen las autoridades que debían regir la Provincia.
El Pacto reformado quedó sancionado y en plena vigencia el mismo 10 de enero de 1822.  Sin embargo, la villa de Heredia, que era partidaria de la anexión incondicional al Imperio Mexicano, se negó a aceptarlo. Como las autoridades de León de Nicaragua habían acordado desde el 11 de octubre de 1821 la unión a México, Heredia decidió volverse a colocar bajo la jurisdicción de aquellas y separarse de Costa Rica. Como consecuencia de la segregación herediana, el plazo de tres meses previsto en el Pacto para la permanencia del Gobierno en cada una de las cuatro poblaciones mayores de la provincia se alargó un mes en beneficio de Cartago, San José y Alajuela.